# Prangins
Prangins – miejscowość i gmina (commune) w zachodniej Szwajcarii, w kantonie Vaud, w okręgu (district) Nyon. Leży nad Jeziorem Genewskim.  
Do 6 września 2012 r. w Prangins znajdował się nadajnik radiowego wzorca czasu HBG.

## Demografia
W Prangins mieszka 4278 osób. W 2021 roku 29,4% populacji gminy stanowiły osoby urodzone poza Szwajcarią.

## Transport
Przez teren gminy przebiegają drogi główne nr 1 i nr 124. 
Na terenie gminy znajduje się lotnisko La Côte.